# BMA (Automobilhersteller)

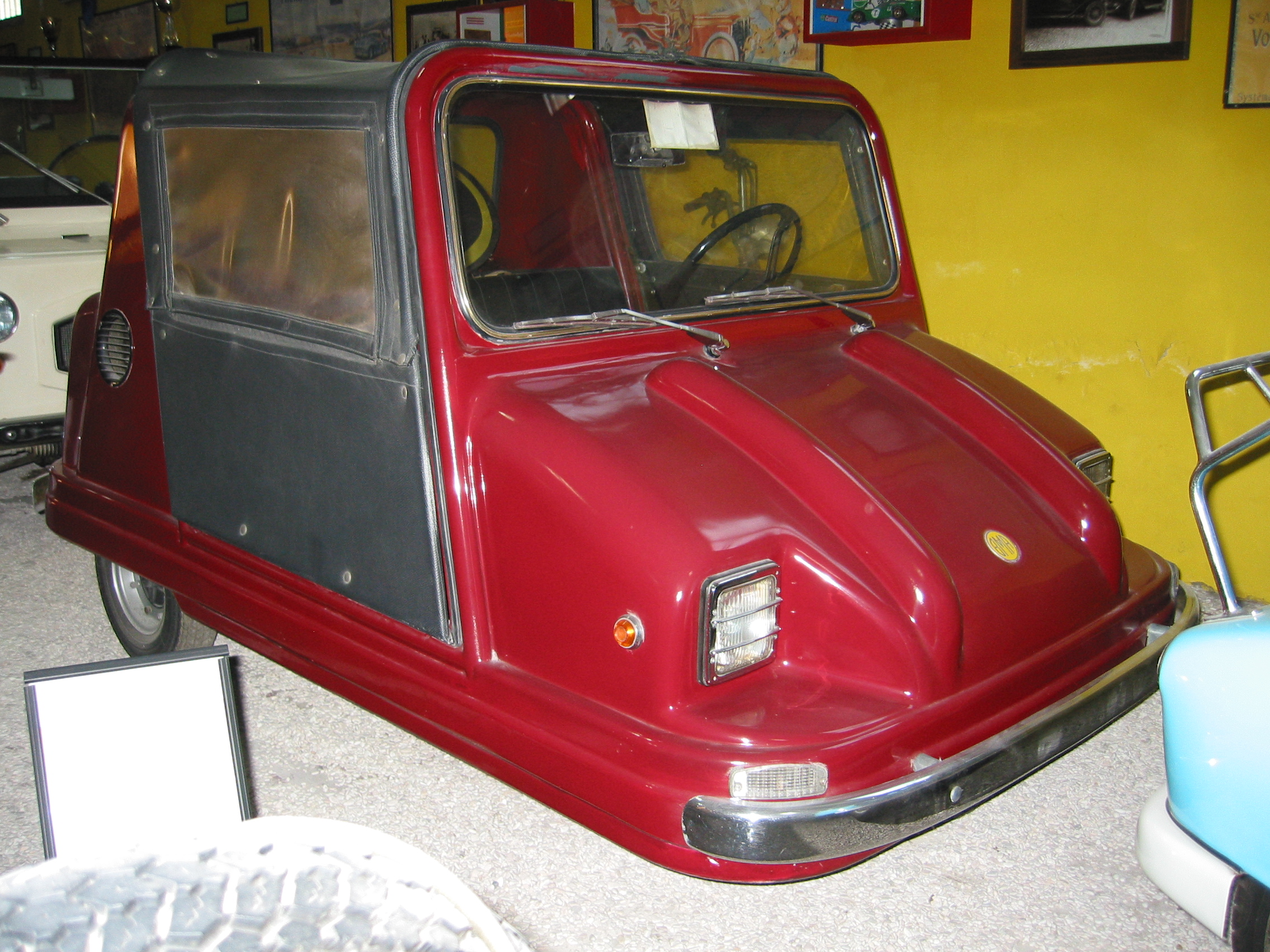
BMA Amica von 1972

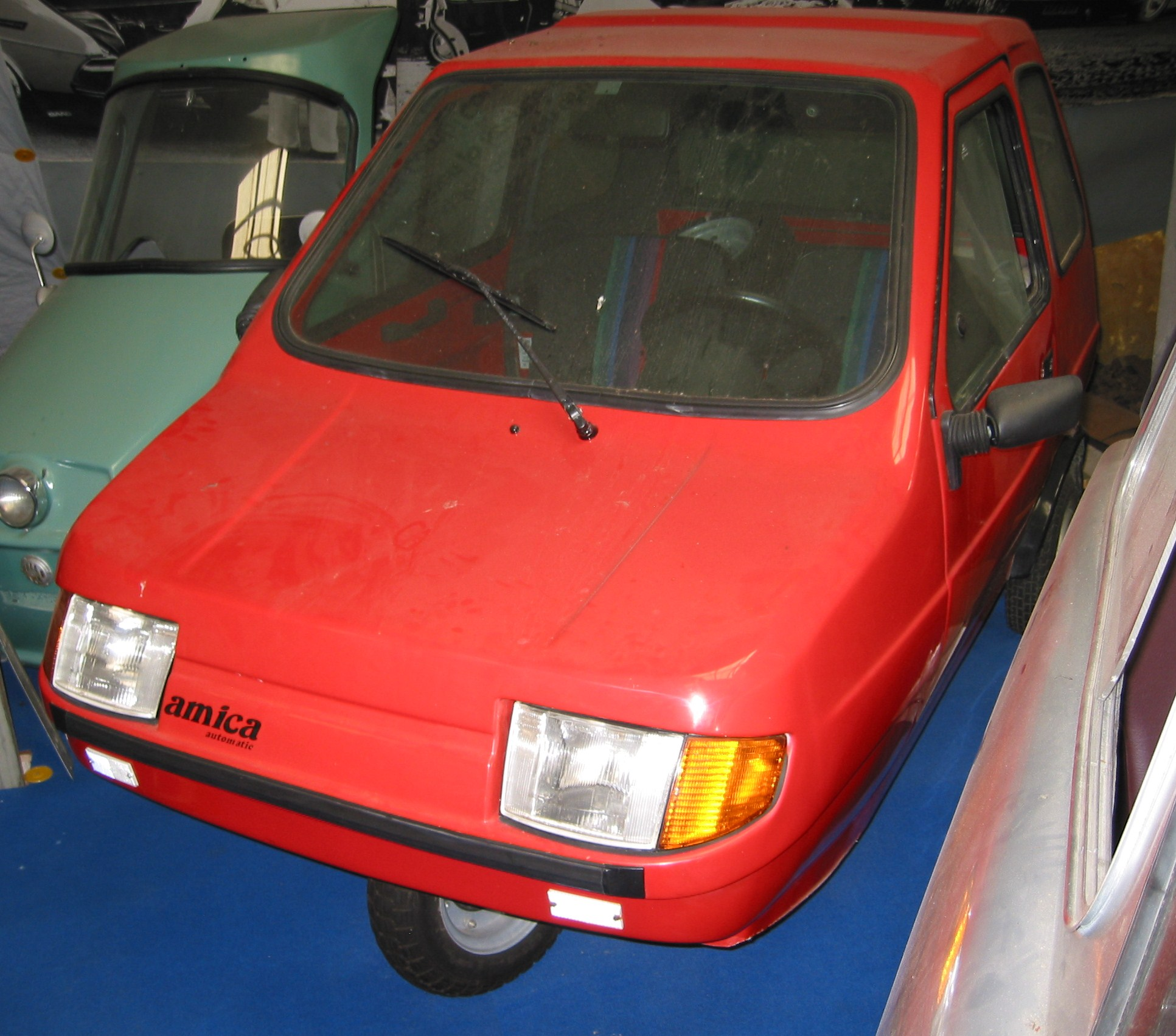
BMA Amica

BMA war ein italienischer Hersteller von Automobilen.

## Unternehmensgeschichte
Das Unternehmen aus Alfonsine begann 1971 mit der Produktion von Kleinstwagen. 1994 endete die Produktion. Grecav übernahm das Unternehmen.

## Fahrzeuge

### Amica
Das erste Modell war der Amica, ein Dreirad mit einer Karosserie aus Kunststoff mit Flügeltüren. Für den Antrieb sorgten Motoren mit 50 cm³ bis 223 cm³ Hubraum.

### Brio
Von 1978 bis 1986 gab es das Modell Brio. Dies war ebenfalls ein Dreirad, jedoch mit nur einem Sitz. Ein Motor von Sachs mit 47 cm³ Hubraum trieb das rechte Hinterrad an.

### Nuova Amica
Dieses Modell erschien 1980 und war sowohl mit drei als auch mit vier Rädern erhältlich. Benzin- und Dieselmotoren mit 360 cm³ Hubraum standen zur Wahl.